# Матвеевское (платформа)
Матве́евское (в расписаниях и на указателях на платформе используется название Матве́евская) — остановочный пункт Киевского направления Московской железной дороги.

## Описание
Находится в 7 километрах к юго-западу от Киевского вокзала, расстояние проезжается электропоездами в среднем за 10 минут. На остановочном пункте две платформы — одна береговая и одна островная, соединены подземным переходом, проход через турникеты.
Северный выход — к Матвеевской улице и автобусной остановке. Платформа Матвеевская — единственный остановочный пункт внеуличного общественного транспорта в районе Матвеевское.
Южный выход — вниз к реке Раменка.

## История
Железная дорога прошла через Матвеевское в 1899 году. Поезда в Матвеевском не останавливались. Ближайшая станция находилась в Очаково. Своя железнодорожная платформа с буфетом и тёплым залом ожидания появилась в 1935 году (по другим сведениям — в 1946 году). Взрослый билет до Москвы стоил 35 копеек, детский — 10 копеек.
В августе 2019 года начата реконструкция. На апрель 2021 года объём реконструкции составил 60%.
14 ноября 2021 года был открыт надземный вестибюль (конкорс).
23 декабря 2021 года открыта после реконструкции.

### Происшествия
В 5:09 18 июля 2023 года на проходящем мимо грузовом составе, перевозившем рельсы, груз вышел за габариты (один рельс развернуло поперёк платформы) и нанёс множественные повреждения пассажирской инфраструктуре на платформе № 1.

## Наземный общественный транспорт
На этой станции можно пересесть на следующие маршруты городского пассажирского транспорта:
- Автобусы: 77, 107, 219, 236, 260, 295, 299, 325, 329

## В кинематографе
- «Пять минут страха» (1985)